# George Wombwell
George Wombwell (24 de diciembre de 1777, Dudnorend, cerca de Saffron Walden - 16 de noviembre de 1850,Northallerton) fue un famoso expositor británico de animales salvajes de la época de la Regencia y principios de la victoriana. Fundó el Wombwell's Traveling Menagerie.

## Vida y negocio

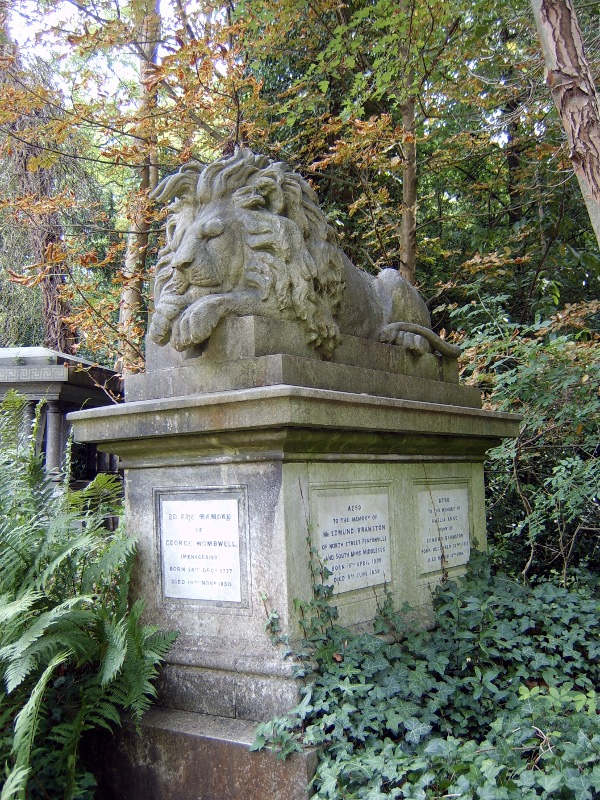
Tumba de George Wombwell, cementerio de Highgate.

George Wombwell nació en Wendon Lofts, Essex en 1777. Hacia 1800 se trasladó a Londres y en 1804 se convirtió en zapatero en el Soho. Sin embargo, cuando en un barco procedente de América del Sur se descubrieron dos boas en los muelles de Londres, las compró por 75 libras esterlinas y comenzó a exhibirlas en las tabernas. Pronto obtuvo una buena ganancia.
Wombwell comenzó entonces a comprar animales exóticos de barcos que venían de África, Australia y América del Sur, y reunió toda una colección de animales salvajes para exhibirlos. En 1810 fundó Wombwell's Traveling Menagerie y comenzó a recorrer las ferias de Gran Bretaña. En 1839 totalizaba quince carromatos e iba acompañado por una banda de música.
Su colección de animales salvajes incluía elefantes, jirafas, un gorila, una hiena, un canguro, leopardos, seis leones, llamas, monos, ocelotes, onagros, avestruces, panteras, un rinoceronte (publicitado como "el verdadero unicornio de las escrituras"), tres tigres, gatos monteses y cebras. Sin embargo, debido a que muchos de los animales eran de climas más cálidos, muchos de ellos morían debido al clima británico frío y húmedo. A veces, Wombwell vendía el cuerpo de forma rentable a un taxidermista o a una facultad de medicina; otras veces optó por exhibir el animal muerto como curiosidad.
Wombwell crio muchos animales él mismo, incluido el primer león africano nacido en cautiverio en Gran Bretaña; lo llamó William en honor a William Wallace. En 1825, en Warwick, Wombwell, en colaboración con Sam Wedgbury y el asistente del comerciante de perros Ben White, Bill George, organizaron una pelea de leones entre su dócil león mascota Nero y seis bulldogs. Nero se negó a pelear, pero cuando Wombwell liberó a William, mutiló a los perros y la pelea pronto se detuvo.

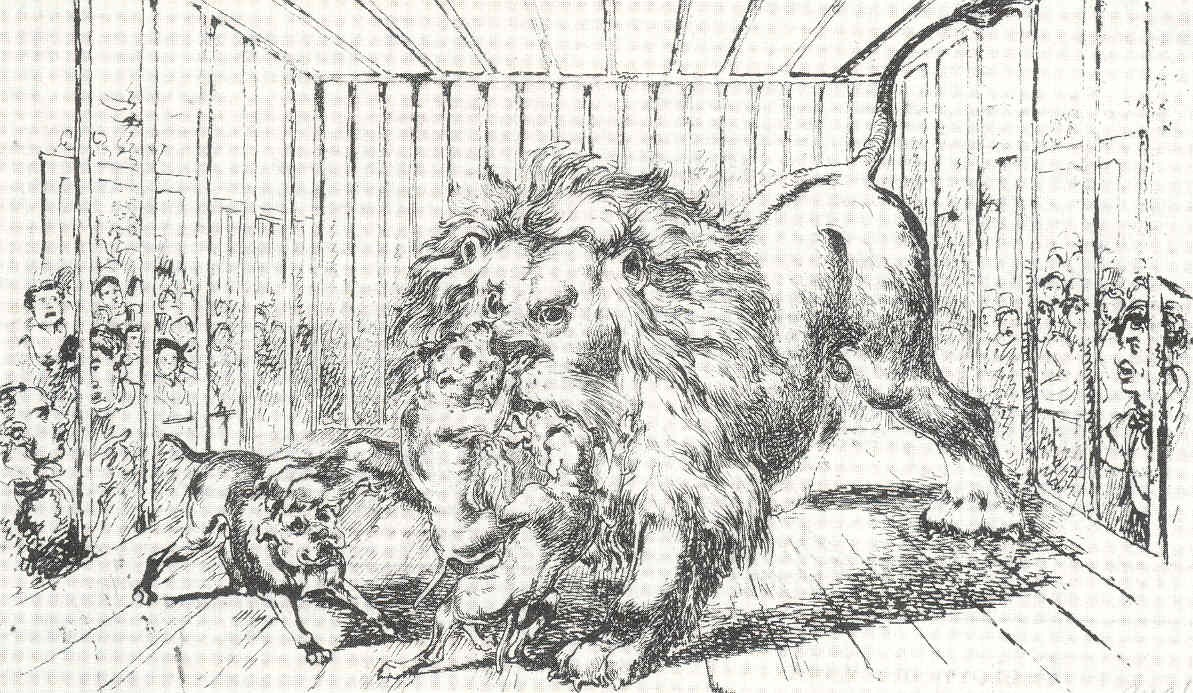
La pelea de William y los bulldogs, ilustración de 1827.

A lo largo de los años, su exhibición ambulante se volvió tan exitosa que Wombwell amplió a tres sus colecciones de animales salvajes que viajaban simultáneamente por todo el país. Wombwell era un expositor habitual en la feria anual Knott Mill en Mánchester, un lugar que a veces compartía con el circo de Pablo Fanque. Fue invitado a la corte en cinco ocasiones para exhibir sus animales, tres veces ante la reina Victoria. En 1847, la reina Victoria destacó la valentía de la "Reina Británica de los Leones", el apodo de la joven domadora Ellen Chapman que aparecía con leones, leopardos y tigres. Chapman acabó abandonando el espectáculo y se casó con el rival comercial de Wombwell, George Sanger, en 1850.
En una ocasión el príncipe Alberto lo convocó para que mirara a sus perros que seguían muriendo y Wombwell rápidamente notó que su agua los estaba envenenando. Cuando el príncipe preguntó qué podía hacer a cambio de este favor, Wombwell le dijo: "¿Qué puede darle a un hombre que lo tiene todo?". Sin embargo, Wombwell solicitó madera de roble del Royal George recientemente rescatado. A partir de esto hizo que le hicieran un ataúd, que luego procedió a exhibir por una tarifa especial.
Wombwell frecuentaba la feria Bartholomew en Londres e incluso desarrolló una fuerte rivalidad con otro expositor, Atkins. Una vez, cuando llegó a la feria, su elefante murió y entonces Atkins colocó un cartel que decía "El único elefante vivo en la feria". Wombwell simplemente colocó un pergamino con las palabras "El único elefante muerto en la feria" y explicó que ver un elefante muerto era algo aún más raro que ver uno vivo. El público, al darse cuenta de que podía ver un elefante vivo en cualquier momento, acudió en masa para ver y pinchar al muerto. Así, a lo largo de los días de feria, la casa de fieras de Atkins estuvo en gran parte desierta, para su disgusto.
George Wombwell murió en 1850 y fue enterrado en su ataúd Royal George en el cementerio de Highgate, bajo una estatua de su león Nero.
El libro George Wombwell (1777 - 1850): Volumen uno recuerda la pelea de perros y leones en Warwick con evidencia bien investigada, pero cuestiona si alguna vez tuvo lugar. George Wombwell (1777 - 1850): Volumen dos cubre la vida de Wombwell como el showman más famoso a principios del siglo XIX, desde su llegada a Londres alrededor de 1800 hasta su muerte en 1850.

## En la ficción
En el relato de Sherlock Holmes La inquilina del velo, el domador de leones, Ronder, se describe así: "Ronder, por supuesto, era una palabra familiar. Era el rival de Wombwell".